# Raíl deslizante

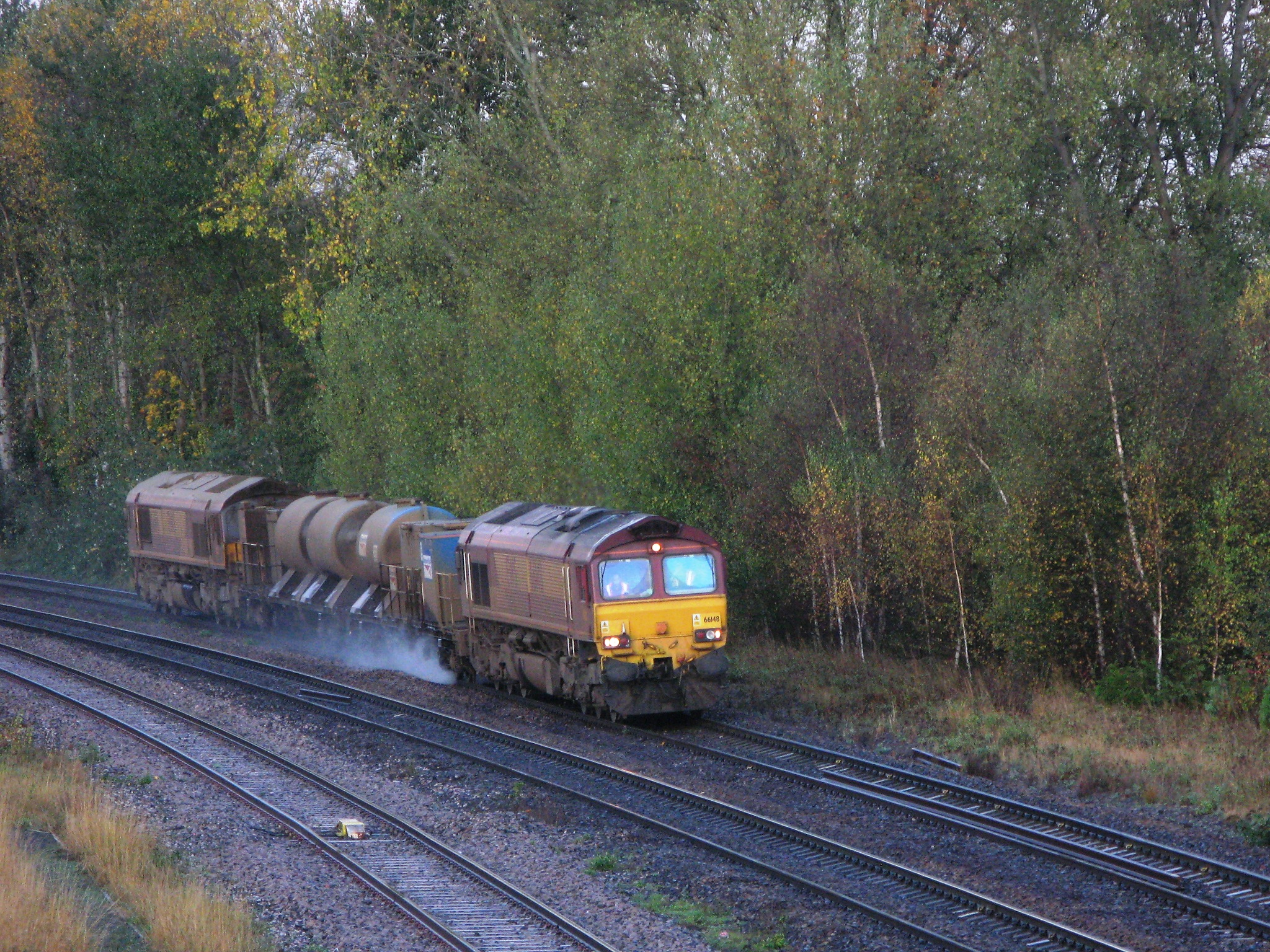
Un tren de tratamiento de los carriles del Network Rail utiliza un chorro de agua a alta presión para eliminar el mantillo de hojas comprimido sobre los raíles en el Reino Unido

El raíl deslizante o la baja adherencia de la cabeza del carril, es una situación que se produce en las vías del ferrocarril cuando la contaminación de la cabeza de los carriles hace que los trenes experimenten una adherencia reducida. Esto puede provocar el deslizamiento de las ruedas de un tren cuando está acelerando o frenando. La causa más común de contaminación son las hojas húmedas caídas que se adhieren a la superficie superior de los raíles de las vías férreas. Esta circunstancia se traduce en una reducción significativa de la fricción entre las ruedas del tren y los raíles, y en casos extremos puede dejar la vía temporalmente inutilizable. En Gran Bretaña, la situación se conoce coloquialmente como "hojas en la línea". 

## Baja adherencia causada por el clima
La contaminación de la cabeza del carril causada por las condiciones atmosféricas puede darse en cualquier época del año. 
La temporada de caída de hojas es cuando se producen las interrupciones más numerosas en las operaciones ferroviarias. El problema puede surgir en áreas boscosas de arbolado de hoja caduca, como los estados del Atlántico medio estadounidense, Nueva Inglaterra, muchas partes de Europa, incluido el Reino Unido, y el sur de Ontario, Canadá. Cuando las hojas caen en una ruta ferroviaria, algunas se acumulan en la cabeza de los carriles, y son fuertemente comprimidas por el paso de los trenes, formando un revestimiento resbaladizo de baja fricción entre el carril y las llantas de las ruedas. Si el clima es húmedo, las hojas mojadas se adhieren al riel de manera muy efectiva. Además, la corriente de aire causada por el paso de los trenes hace que las hojas cercanas se levanten, depositandose más hojas sobre la cabeza de los raíles. La acumulación de este material es incremental, y es lo suficientemente resistente como para no ser rápidamente desgastada por el paso normal de los trenes.
El invierno puede proporcionar problemas de baja adherencia cuando la nieve y el hielo se depositan sobre las vías. Al igual que con los vehículos de carretera, el hielo puede hacer que los trenes encuentren dificultades al arrancar, o puede iniciar el deslizamiento de las ruedas durante el frenado. 
Incluso el verano puede tener sus problemas. Una lluvia ligera después de un largo período de clima seco a veces puede causar condiciones de baja adherencia similares a las de la contaminación por caída de hojas. Aunque el efecto es solo a corto plazo, su imprevisibilidad puede causar un incidente significativo. El rocío de la mañana puede tener el mismo efecto. 

### Efecto combinado con los frenos de disco
Antes de 1960, la mayoría de los vehículos ferroviarios usaban zapatas de freno para detener el tren, aplicando presión sobre las ruedas. Desde entonces, los frenos de disco se han utilizado cada vez más, lo que significa que ya no se produce la abrasión del material de las hoja comprimidas adheridas a la banda de rodadura.

### Falta de mantenimiento en la línea
En la era de las locomotoras de vapor, los árboles y otra vegetación de la línea se talaban regularmente para reducir el riesgo de incendio provocado por las chispas de la locomotora. A medida que los ferrocarriles dejaron de utilizar la tracción a vapor, se permitió que este mantenimiento se redujera, y el crecimiento adicional resultante incrementó la presencia de hojas caídas, aumentando el problema.

## Baja adherencia causada por insectos aplastados
Hay muchas sustancias que pueden causar baja adherencia cuando se depositan en la cabeza de los raíles. En Victoria, Australia, las ruedas del tren aplastaron una plaga de ciempiés que cruzaban las vías, causando que el operador ferroviario de pasajeros V/Line fuera penalizado con más de 700.000 dólares por cancelaciones y falta puntualidad durante un trimestre de 2001. En 2009, las vías del ferrocarril en Tallarook, en el centro de Victoria, también se vieron afectadas por una plaga de ciempiés, lo que provocó la cancelación de varios trenes. También se sospecha que la misma causa provocó un choque entre dos trenes en Clarkson, cerca de Perth, Australia Occidental, en septiembre de 2013. 
Se informó de raíles resbaladizos causados por orugas en Queensland en 1938. Las langostas aplastadas afectaron a las operaciones de trenes en la Compañía de Minería y Ferrocarriles de Otavi en el África del Sudoeste Alemana (Namibia moderna) en 1924. 

## Efectos

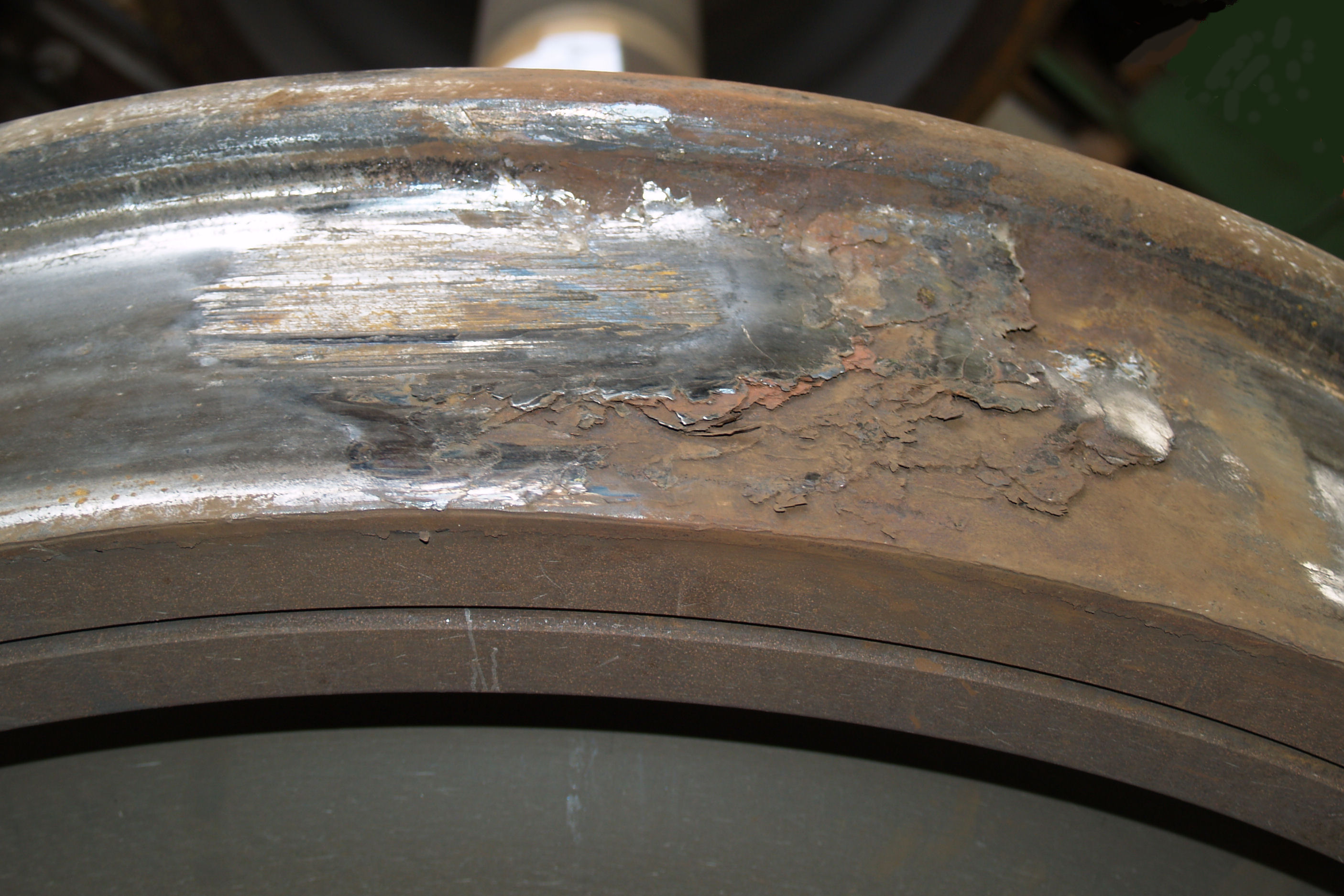
Plano en una rueda

La pérdida de fricción entre las ruedas y el raíl resulta en una reducción de la fuerza de tracción: las ruedas comienzan a girar y, en algunos casos, el tren no puede moverse. En el frenado, la pérdida sustancial de fricción resulta en una fuerza de frenado reducida. Las distancias de frenado son considerablemente más largas y, en casos extremos, las ruedas pueden bloquearse y hacer que el tren se deslice. Las locomotoras modernas y las unidades múltiples están equipadas con protección contra deslizamiento de las ruedas (ABS) para contrarrestar el problema del riel resbaladizo. Las ruedas bloqueadas pueden generar puntos planos en las llantas de acero, especialmente si las ruedas todavía se deslizan al llegar a una sección de riel rugosa, por ejemplo, una que haya sido lijada previamente. Esto hace que las ruedas pierdan la geometría circular de su perfil (produciéndose las conocidas coloquialmente como 'ruedas con planos'), que posteriormente producen intensas vibraciones y la necesidad de que las ruedas se vuelvan a tornear con un gran costo. 
En casos extremos, la acumulación de hojas caídas puede aislar eléctricamente las ruedas de los carriles, lo que resulta en fallos del equipo de señalización para detectar la presencia del tren. Cuando el problema es grave, los actuadores de circuito de vía instalados en los trenes pueden ayudar a aliviar el problema. 
En el Reino Unido, se estimó que el problema de las hojas de otoño le cuesta a la industria ferroviaria 60 millones de libras esterlinas (115 millones de dólares) al año.

## Medidas de atenuación

### Tratamiento de la cabeza de los carriles

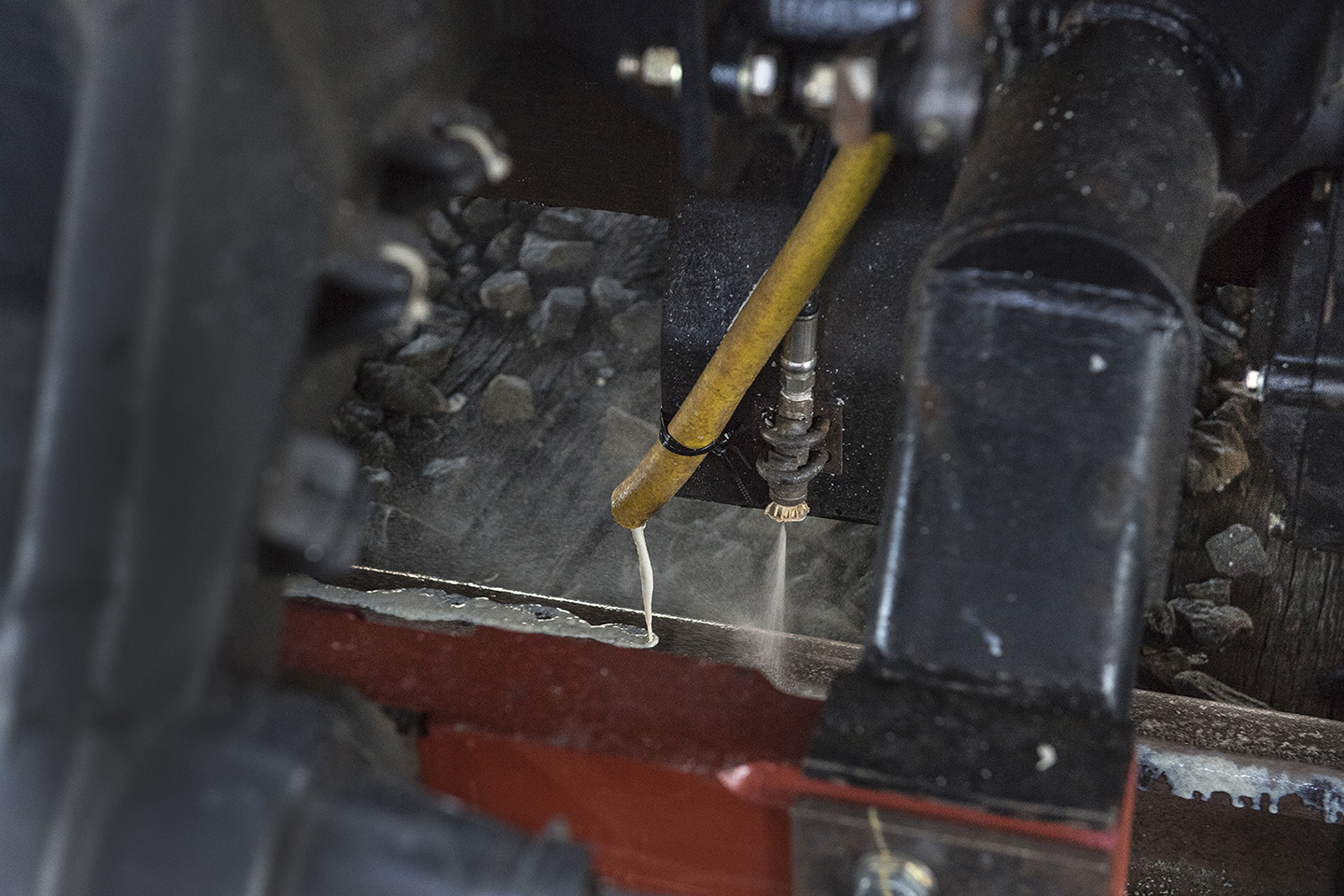
Un tren de trabajo del Ferrocarril de Long Island limpia a presión el raíl antes de aplicar un gel de tracción

Las medidas de tratamiento generalmente implican algún sistema para retirar el depósito acumulado o para recubrirlo con un material de alta fricción. La limpieza generalmente se realiza con chorros de agua, a menudo en combinación con sistemas de cepillado mecánico. El método de recubrimiento generalmente implica depositar arena en una pasta sobre el raíl. Como la arena puede aumentar el riesgo de aislamiento eléctrico no deseado, la mezcla a veces contiene partículas metálicas. El revestimiento se aplica desde trenes especiales (coloquialmente denominados "trenes Sandite" por el nombre comercial de la mezcla patentada originalmente aplicada) y en algunos casos localmente mediante aplicadores manuales.
Los aplicadores de gel de tracción instalados junto a las vías que depositan líquido sobre la cabeza de los carriles a medida que pasa un tren, se instalan en sitios donde regularmente se produce una baja adherencia significativa, como en la aproximación a las estaciones. 
Ambos procesos son efectivos, pero con una duración limitada. El método de inyección es ineficaz apenas cae la siguiente hoja; y el método de deposición de arena es más duradero, aunque la lluvia generalmente elimina la arena depositada rápidamente. Otro método es usar una chispa eléctrica de alto voltaje o plasma para volatilizar el material depositado, pero este método solo se ha utilizado experimentalmente, ya que se ve obstaculizado por el alto consumo de energía, el ruido y la degradación del carril.

### Areneros
Las locomotoras y las unidades múltiples están equipadas con areneros que aplican una fina capa de arena seca en la cabeza del carril. Esto ayuda a mejorar la adherencia durante el frenado y la aceleración. 

### Protección antideslizante
El equipo de protección contra deslizamiento de las ruedas (WSP) está instalado en los trenes de pasajeros para controlar el comportamiento de los juegos de ruedas en condiciones de baja adherencia. Cuando el tren está frenando, se comporta como el sistema ABS en los automóviles al soltar el freno en cualquier eje si detecta que se está bloqueando. También puede controlar el sistema de tracción para evitar que la rueda gire cuando se aplica la potencia motriz. 

### Técnica de tracción
Cuando los trenes tienen dificultades para detenerse en condiciones de baja adherencia, el mayor riesgo es el rebase de una señal en rojo o 'sobrepasar' una estación. En estos momentos, los maquinistas adoptan un protocolo de "conducción defensiva", que implica frenar antes y con más suavidad de lo habitual. Además, se aplica menos potencia al arrancar los trenes. 
Antes de cada temporada de otoño, muchas compañías de trenes organizan prácticas de conducir trenes en condiciones de baja adherencia para sus nuevos maquinistas. En una sección de línea de poco tráfico durante un período de condiciones normales, se realizan maniobras de frenado en condiciones normales de adherencia, y a continuación se tratan los carriles con un contaminante que tiene un bajo coeficiente de fricción. En las siguientes frenadas, el maquinista experimentará el sonido y la sensación del deslizamiento del tren, siendo la distancia de frenado considerablemente mayor. 
Aunque esto solo proporciona una aproximación de cómo se comportará un tren durante un episodio de baja adherencia, se asegura que el conductor pueda reconocer el inicio del deslizamiento de la rueda y conozca las medidas correctas que debe tomar cuando ocurra. 
En el Reino Unido, algunas compañías operadoras de trenes de pasajeros publican un horario especial de 'caída de hojas' para tener en cuenta el tiempo adicional que supone el frenado y la aceleración más suaves. 

### Comunicación
Cualquier información sobre la ubicación y la gravedad de las condiciones de baja adherencia alertará a los conductores de los trenes sobre los problemas. En el Reino Unido hay varias fuentes; 
- Los puntos negros regulares, conocidos como Áreas de baja adherencia conocida, se publican en el Apéndice Seccional y forman parte del conocimiento de ruta de los conductores sobre el que se examinan.
- En algunos lugares se sitúan letreros que muestran el inicio y el final de las áreas habitualmente de baja adherencia ya conocidas.
- El reglamento de circulación requiere que los maquinistas[19] informen de inmediato al control de tráfico, de cualquier zona de baja adherencia en una ubicación no publicada en el Apéndice Seccional, y cualquier adherencia excepcionalmente deficiente en ubicaciones publicadas en el Apéndice Seccional.
- Después de recibir un informe de condiciones de baja adherencia, el comtrol se comunicará por radio con los maquinistas de los siguientes trenes para advertirles. Si es seguro hacerlo, el control puede indicarle al conductor que realice una parada de prueba controlada.[20] El maquinista detendrá el tren utilizando la fuerza de frenado adecuada a las condiciones normales para el clima y las condiciones en esa época del año, e informará al centro de mando.

### Control de la vegetación
La eliminación de árboles de hoja caduca en el borde de la línea es un método de gestión para controlar el problema; sin embargo, hay resistencia política a esta medida en áreas pobladas.

## Norteamérica
El carril resbaladizo ha creado graves interrupciones en el servicio ferroviario, particularmente en las principales áreas metropolitanas como Nueva York o Boston. En noviembre de 2006, se culpó a que aproximadamente un tercio de todos los vagones de pasajeros de las líneas Hudson y Harlem del Ferrocarril Metro-North quedaran fuera de servicio. Durante el mismo período, en el Ferrocarril de Long Island, casi el 25% de los coches de viajeros quedaron fuera de servicio por el mismo motivo.
En los Estados Unidos, Amtrak, la Autoridad de Transporte de la Bahía de Massachusetts, la SEPTA del sureste de Pensilvania, el servicio ferroviario de cercanías Metra de Chicago y MARC, que sirve a Baltimore y Washington D. C., han comunicado demoras debido a este problema.
Los métodos para paliar los problemas generados por el raíl deslizante han incluido la poda de árboles, la liberación de arena en las ruedas del tren para mejorar la tracción, los chorros de agua a alta presión y, lo más costoso, el uso de explosiones láser de alta potencia para eliminar las hojas de los carriles.
Metro-North ha diseñado un sistema denominado "Waterworld", que es un gran vagón plano que limpia los carriles con chorros de agua a alta presión a medida que la máquina lo recorre.
New Jersey Transit ha utilizado un método similar, que ha demostrado ser efectivo. El dispositivo que usa se llama "Aqua-Track", que conectado a un vagón de ferrocarril en movimiento, rocía agua a una presión de 20 000 libras por pulgada cuadrada (137,9 MPa) a la parte del carril donde se aferran las hojas. Desde que se introdujo este sistema en 2002, los retrasos debidos al deslizamiento de las ruedas se han reducido en más del 60%.
El método del Ferrocarril Regional SEPTA para prevenir el carril resbaladizo se denomina Gel Trains. Consiste entres trenes que rocían una mezcla de Sandite a alta presión sobre los raíles. En otoño, los trenes de gel también limpian los raíles utilizando el método de chorro de agua a alta presión antes de la aplicación del gel. Estos trenes incluyen un sistema de limpieza a presión y un dispensador de gel montados en un remolque plano adaptado, con un vagón cisterna que transporta agua. Son arrastrados por un extremo por una de las máquinas diésel de trabajo de SEPTA (o un diésel prestado de una línea corta local como el West Chester Railroad), y controlados en el otro extremo por una antigua unidad de cabina "Power Pack" de LIRR (una antigua ALCO FA, el otro un ex EMD F7). Sin embargo, a partir de 2015; la FA y la F7 fueron retiradas y reemplazadas por los coches con cabina Comet 1.

## Reino Unido
En el Reino Unido, varias compañías ferroviarias cambian sus horarios y publican "horarios de caída de hojas" especiales.
Durante el otoño, una flota de trenes de tratamiento Railhead (RHTT) atraviesa la red utilizando chorros de agua a alta presión para limpiar las cabezas de los carriles. Estos trenes están programados para funcionar entre los servicios diurnos programados y durante la noche, cuando una menor actividad ferroviaria puede permitir que se acumule la contaminación en la cabeza de los carriles. 
La naturaleza críptica de las explicaciones de la compañía ferroviaria para el carril resbaladizo y los fenómenos relacionados hicieron que la frase "hojas en la línea" se convirtiera en un tópico permanente, y junto con variantes como "el tipo incorrecto de nieve", es visto por el público que no está familiarizado con el problema como una excusa para un mal servicio.
Los árboles locales particularmente problemáticos incluyen el sicómoro, el tilo, el castaño y el castaño de indias, el fresno y el álamo, que vuelven a crecer o producen vástagos después de la tala, y tienen hojas grandes y planas, que se adhieren a los carriles y generan numerosas incidencias. Otros tipos de árboles que causan problemas son los de crecimiento rápido o los que producen una cantidad sustancial de hojas. Los álamos son particularmente preocupantes porque tienden a perder los limbos con las hojas.
Un término usado en 2003 para denominar a la poda o tala de árboles cerca de las líneas era el de "gestión de la vegetación junto a las líneas".

## Países Bajos
El carril resbaladizo también es un problema en los Países Bajos, abordado por Nederlandse Spoorwegen (NS) y ProRail. Para evitar el bloqueo de las ruedas, en algunas rutas se requiere que los trenes frenen antes y aceleren más lentamente. Además, algunos trenes (de pasajeros) están equipados con equipos para aplicar el gel Sandite en las vías. En otoño de 2016, casi 90 m³ de este gel se aplicaron en la red ferroviaria holandesa. En el otoño de 2014, NS y ProRail anunciaron un programa piloto, en colaboración con la Universidad Tecnológica de Delft, para ensayar un sistema láser para eliminar la contaminación de la cabeza de los carriles.